# Republikańska Partia Chrześcijańska
Republikańska Partia Chrześcijańska (ukr. Республіканська християнська партія, RChP) – ukraińska prawicowa i chadecka partia polityczna.

## Historia
Partia została zawiązana na kongresie 1 maja 1997, następnie zarejestrowana 24 lipca tego samego roku. Powstała w wyniku rozłamu w Ukraińskiej Partii Republikańskiej Łewka Łukjanenki. Założyli je m.in. Mykoła Porowski (który stanął na czele RChP) oraz dawni więźniowie polityczny w tym bracia Bohdan i Mychajło Horyń.
Republikańska Partia Chrześcijańska wystartowała samodzielnie w wyborach w 1998, uzyskując 0,54% głosów i nie wprowadzając swoich przedstawicieli do Rady Najwyższej. W 1999 partia wspierała ubiegającego się o prezydencką reelekcję Łeonida Kuczmę, następnie podjęła współpracę z Wiktorem Juszczenką, współtworząc w 2001 Blok Nasza Ukraina. W okresie IV kadencji parlamentu okresowo posiadała poselską reprezentację (w tym od 2005 mandat wykonywał jej lider). Od 2006 funkcjonuje jako ugrupowanie pozaparlamentarne.